# Servizio pubblico federale economia
Il Servizio pubblico federale economia, piccole e medie imprese, classi medie ed energia (in olandese Federale Overheidsdienst Economie, K.M.O., Middenstand en Energie, in francese Service public fédéral Économie, PME, Classes moyennes et Énergie, in tedesco Föderaler Öffentlicher Dienst Wirtschaft, KMB, Mittelstand und Energie) è un servizio pubblico federale del governo federale belga responsabile della creazione delle condizioni per il funzionamento competitivo, sostenibile ed equilibrato del mercato dei beni e dei servizi in Belgio. Ha sede a Bruxelles.

## Storia
Il Servizio pubblico federale economia è stato creato nel 1934 quando il governo belga ha lanciato le prime misure economiche per la ripresa economica e finanziaria del paese.
Da allora, questo ministero ha subito una profonda ristrutturazione e numerose fasi di regionalizzazione dei poteri. Attualmente, lo stato federale mantiene tutti i poteri economici essenziali per il raggiungimento dell'unione economica e monetaria.
Nel 2002, come parte del Piano Copernico, è stato ribattezzato Servizio pubblico federale, piccole e medie imprese, classi medie ed energia.

## Responsabilità
All'interno dell'amministrazione federale, il SPF economia è responsabile della regolamentazione e del coordinamento delle politiche e della governance del mercato interno, sia internamente che esternamente.
Il SPF economia garantisce l'accordo e il coordinamento tra i diversi livelli del potere belga (federale, regionale) e tra le parti interessate (consumatori, aziende, associazioni professionali, ecc.) che regola al fine di bilanciare l'equilibrio di potere sul commercializzare e stimolare la concorrenza e l'innovazione. Il suo compito di vigilanza del mercato va oltre la semplice ispezione, riguarda anche le informazioni fornite agli attori del mercato: prevenzione, responsabilizzazione, mantenimento delle normative e mediazione.

## Il Servizio pubblico federale economia: un attore nella costruzione europea
Nel 2010 l'Unione europea ha adottato una nuova strategia per la crescita e l'occupazione per i prossimi dieci anni: la strategia Europa 2020.
L'attuazione della strategia UE 2020 e il suo seguito fanno parte del semestre europeo, il ciclo annuale di coordinamento delle politiche economiche e di bilancio degli Stati membri dell'Unione europea. In questa occasione, il SPF economia svolge un ruolo attivo nello sviluppo del piano nazionale di riforma (PNR), che incorpora le misure strutturali adottate, in risposta alle raccomandazioni formulate dalla Commissione europea.

## Struttura del Servizio pubblico federale economia
Le direzioni generali del SPF economia svolgono funzioni decisionali e di assistenza gestionale in diversi settori:
- Energia: fornitura di energia in Belgio.
- Regolamentazione economica: quadro giuridico e regolamentare, compreso in materia di società d'informazione.
- Analisi economica ed economia internazionale: conoscenza del mercato, settori economici e difesa dei loro interessi a livello europeo e internazionale.
- Politica per le Piccole e medie imprese: quadro normativo adattato alle PMI e ai lavoratori autonomi e analizza la loro specifica situazione socioeconomica.
- Qualità e sicurezza: controllo, certificazione e standardizzazione di prodotti, servizi e installazioni.
- Ispezione economica: conformità alla legislazione economica e risoluzione alternativa delle controversie.
- Statistiche - Statistiche Belgio: raccolta, elaborazione e diffusione di dati statistici e informazioni economiche.

Commissioni e consigli:
- Consiglio dei consumatori
- Consiglio della proprietà intellettuale
- Commissione per le clausole abusive

## Codice di diritto economico
Il SPF economia ha sviluppato un quadro giuridico integrato che riorganizza la legislazione economica in un codice raggruppando e modernizzando le leggi relative al diritto economico al fine di costituire uno strumento di politica economica (funzionamento efficiente del mercato, trasparenza delle normative, sicurezza e stabilità giuridica, normative uniformi, flessibili e chiare, eliminando le contraddizioni causate dalla frammentazione delle leggi in campo economico).